# Rugathodes pico
Espèce
Synonymes
- Theridion pico Merrett & Ashmole, 1989

Rugathodes pico est une espèce d'araignées aranéomorphes de la famille des Theridiidae.

## Distribution
Cette espèce est endémique des Açores. Elle se rencontre des grottes sur Faial et Pico.

## Étymologie
Son nom d'espèce lui a été donné en référence au lieu de sa découverte, Pico.

## Publication originale
- Merrett & Ashmole, 1989 : A new troglobitic Theridion (Araneae: Theridiidae) from the Azores, Bulletin of the British Arachnological Society, vol. 8,  p. 51-54, (texte intégral).